# Santa María de Ostula
Santa María de Ostula är en ort i Mexiko.   Den ligger i kommunen Aquila och delstaten Michoacán de Ocampo, i den södra delen av landet, 500 km väster om huvudstaden Mexico City. Santa María de Ostula ligger 140 meter över havet och antalet invånare är 972.
Terrängen runt Santa María de Ostula är huvudsakligen kuperad, men åt nordväst är den bergig. Santa María de Ostula ligger nere i en dal. Runt Santa María de Ostula är det glesbefolkat, med 8 invånare per kvadratkilometer. Närmaste större samhälle är Aquila, 11,1 km norr om Santa María de Ostula. I omgivningarna runt Santa María de Ostula växer i huvudsak lövfällande lövskog.